# La cosa buffa
La cosa buffa è un film del 1972 diretto da Aldo Lado e tratto dal romanzo omonimo di Giuseppe Berto.

## Trama
Antonio è un maestro di scuola elementare. Un giorno s'innamora di Maria, una giovane e ricca ragazza veneziana, ma la loro relazione è ostacolata dai genitori di lei, che non vedono di buon occhio l'estrazione sociale del giovane e arrivano addirittura a offrirgli del denaro purché s'allontani dalla ragazza. La madre di lei riuscirà definitivamente a separare i due, dopo averli sorpresi in intimità. Antonio rifiuta i soldi offerti dal padre di lei per dimenticarla e saranno vane anche le ultime speranze d'un fidanzamento lungimirante, questa volta con Marika, nonostante si sia consumato un rapporto sessuale.